# 松本秀人 (競輪)
松本 秀人（まつもと ひでと、1940年 - 1999年1月）は、元競輪選手。1996年のアトランタオリンピック・自転車競技日本代表監督。
熊本県熊本市出身。日本競輪学校第14期生。同期に中川茂一、寺澤節男らがいる。現役時代は日本競輪選手会熊本支部に在籍。1960年8月27日、熊本競輪場でデビュー戦を迎え3着。1999年1月に死去。2月1日に選手登録が削除された。通算戦績 2518戦347勝。
後年、日本競輪選手会の理事・会長（後に専務理事に就任）の傍ら、世界選手権自転車競技大会、アトランタオリンピックの日本代表監督を歴任。アトランタ五輪では、十文字貴信に銅メダルをもたらした。現在議員の橋本聖子の師匠でもある。
現在、当人を讃えるFI開催、松本秀人杯が熊本競輪場で年1回開催されている。